# Rua Galvão Bueno
A Rua Galvão Bueno é uma via pública situada nos distritos paulistanos da Sé (entre a Praça da Liberdade e o Viaduto Cidade de Osaka, sobre a Ligação Leste-Oeste) e da Liberdade (entre o viaduto e a Rua Tamandaré).
Seu nome homenageia o Dr. Carlos Mariano Galvão Bueno (1834-1883), advogado e professor, e não Galvão Bueno, ex-locutor esportivo da Rede Globo.
Trata-se da principal rua comercial da Liberdade. Decorada com luminárias no estilo oriental, abriga restaurantes, lojas de artigos orientais e um shopping popular, o So-Go Plaza Shopping. Também abriga a sede nacional da Força Sindical.